# Franck Guedegbe
Franck Guedegbe (sinh ngày 4 tháng 2 năm 1988 ở Daloa) là một tiền đạo bóng đá người Bờ Biển Ngà hiện tại thi đấu cho US Bitam, một câu lạc bộ bóng đá ở Bitam, Gabon.

## Sự nghiệp
Franck Guedegbe khởi đầu sự nghiệp cùng với Académie de Sol Beni sau đó vào tháng 7 năm 2007 đến Réveil Club de Daloa. Anh cũng thi đấu cùng với Entente Sportive de Bingerville trong một mùa giải và màn trình diễn của anh đã thu hút sự chú ý của câu lạc bộ Maroc OC Khouribga. OC Khouribga mua anh từ Entente Sportive de Bingerville. Vào tháng 3 năm 2011, Guedegbe chuyển đến Al-Shorta Damascus.
Vào tháng 8 năm 2011, Guedegbe thử việc ở đội bóng Algérie NA Hussein Dey. Vào tháng 8 năm 2011 Anh ký hợp đồng với Al Naser Sporting Club. Năm 2012, Franck ký hợp đồng với đội bóng Gabon US Bitam.

## Quốc tế
Franck Guedegbe thi đấu cho Bờ Biển Ngà tại Cúp bóng đá châu Phi 2009.